# 사무라이 잭

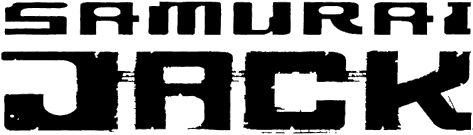

사무라이 잭(Samurai Jack)은 겐디 타타코프스키가 카툰 네트워크 및 어덜트 스윔을 위해 제작한 미국 애니메이션 액션 어드벤처 디스토피아 TV 시리즈이다. 이 쇼는 카툰 네트워크 스튜디오에서 제작되었다. 타타코프스키는 1996년 초연된 그의 첫 번째 카툰 네트워크 오리지널 시리즈인 덱스터의 실험실 작업을 마친 후 사무라이 잭을 구상했다. 사무라이 잭은 데이비드 캐러딘이 출연한 1972년 TV 드라마인 쿵후(Kung Fu)에서 영감을 얻었으며 타타코프스키는 사무라이 문화와 프랭크 밀러 만화 시리즈 로닌(Ronin)에 매료되었다.
캐릭터 사무라이 잭은 거의 모든 것을 절단할 수 있는 신비한 가타나를 휘두르는 이름 없는 일본 사무라이 왕자이다. 그는 아쿠로 알려진 사악하고 변신하는 악마 군주에게 왕국을 점령한 후 자신의 왕국을 해방시키기 위해 출발한다. 두 사람은 치열한 전투를 벌이지만, 왕자가 최후의 일격을 가하려는 순간, 아쿠는 왕자를 폭군 악마가 지배하는 디스토피아적인 미래로 보내게 된다. 이 시대의 존재들로부터 그렇게 불린 후 "잭"이라는 이름을 채택한 그는 자신의 시대로 돌아가 세계를 장악하기 전에 아쿠를 물리치기 위해 노력한다. 자신의 시대로 돌아가는 길을 찾는 잭의 노력은 아쿠의 통제를 벗어나지만, 집으로 돌아가는 길은 그의 손이 닿지 않는 곳에서 끝나기 때문에 잭의 노력은 대체로 헛된 일이다.
원래 각 13개 에피소드로 구성된 4개 시즌으로 방영된 사무라이 잭은 전체적인 스토리를 마무리하지 못한 채 2001년 8월 10일부터 2004년 9월 25일까지 방송되었다. 쇼는 12년 후 잭의 이야기에 대한 결론을 제공하는 더 어둡고 성숙한 다섯 번째 시즌을 위해 부활했으며 윌리엄스 스트리트가 제작을 지원했다. 2017년 3월 11일 카툰 네트워크의 어덜트 스윔에서 투나미 프로그래밍 블록의 일부로 첫 선을 보였고 2017년 5월 20일에 마지막 에피소드(시리즈 피날레)로 마무리되었다. 에피소드는 타타코프스키가 감독했으며 종종 다른 사람들과 공동 작업했다.
이 시리즈는 비평가들의 호평을 받았으며 뛰어난 애니메이션 프로그램을 포함하여 8개의 프라임타임 에미상 및 6개의 애니상 및 OIAF상을 수상했다. 역대 최고의 애니메이션 쇼 중 하나로 널리 알려져 있다.